# Gjensidige
Gjensidige est une compagnie d'assurances norvégienne, fondée en 1689 et basée à Oslo.
Elle est spécialisée dans l'assurance dommages, et domine ce marché en Norvège pour les particuliers et les entreprises où elle a collecté 17,4 milliards de couronnes de primes en 2019. 
Gjensidige est aussi active au Danemark, en Suède et dans les pays baltes, mais n'y dépasse pas 10% de parts de marché.
Son principal actionnaire est la fondation Gjensidige avec 62,4 % du capital. Elle reverse une partie des dividendes aux assurés et finance des projets d'intérêt public.